# Eleições legislativas na Áustria em 1990
As eleições legislativas austríacas de 1990 foram realizadas a 7 de Outubro.
Os resultados deram a sétima vitória consecutiva ao Partido Socialista da Áustria, que conquistou, cerca de, 43% dos votos, elegendo 80 deputados. Estes resultados revelam que o SPÖ manteve o mesmo nível de apoio das eleições de 1986.
O grande derrotado das eleições foi o Partido Popular Austríaco, perdendo, cerca de 9% dos votos e 17 deputados, quando comparado com os resultados de 1986. O ÖVP ficou-se pelos 32% dos votos, o seu pior resultado da história.
Por outro lado, o grande vencedor das eleições foi o Partido da Liberdade da Áustria, obtendo o seu melhor resultado, com, cerca de, 17% dos votos e 33 deputados. Muitos dos votos conquistados pelo FPÖ foram obtidos a ex-votantes do ÖVP.
Após as eleições, o governo de grande coligação entre SPÖ e ÖVP continuou no poder.

## Resultados Oficiais
| Partido                     | Partido                       | Votos     | %               | +/-   | Deputados | +/-     |
| --------------------------- | ----------------------------- | --------- | --------------- | ----- | --------- | ------- |
|                             | Partido Socialista            | 2 012 787 | 42,78 / 100,00  | 0,33  | 80 / 183  | Estável |
|                             | Partido Popular               | 1 508 600 | 32,06 / 100,00  | 9,23  | 60 / 183  | 17      |
|                             | Partido da Liberdade          | 782 648   | 16,63 / 100,00  | 6,90  | 33 / 183  | 15      |
|                             | Os Verdes - Alternativa Verde | 225 084   | 4,78 / 100,00   | 0,04  | 10 / 183  | 2       |
| Barreira Eleitoral de 4,00% |                               |           |                 |       |           |         |
|                             | Verdes Unidos                 | 92 277    | 1,96 / 100,00   | Novo  | 0 / 183   | Novo    |
|                             | Outros                        | 83 498    | 1,77 / 100,00   |       | 0 / 183   |         |
| Votos inválidos             | Votos inválidos               | 143 847   | 2,97 / 100,00   | 1,19  |           |         |
| Total                       | Total                         | 4 848 741 | 100,00 / 100,00 |       | 183 / 183 |         |
| Eleitorado/Participação     | Eleitorado/Participação       | 5 628 912 | 86,14 / 100,00  | 4,32  |           |         |
| Fonte                       | Fonte                         | [ 2 ]     | [ 2 ]           | [ 2 ] | [ 2 ]     | [ 2 ]   |